# Stacey Nelkin
Stacey Nelkin (10 de septiembre de 1959 en Nueva York) es una actriz estadounidense de cine y televisión.

## Carrera
Nelkin interpretó a Bonnie Sue Chisholm en cuatro episodios de la serie de televisión The Chisholms (1979). Cuando la serie se reanudó en 1980, Stacey fue reemplazada por la actriz Delta Burke en el rol de Bonnie Sue.
Obtuvo reconocimiento mediático por su participación en la película de terror Halloween III: Season of the Witch (1982) interpretando a Ellie Grimbridge. 
Durante esa época, a Nelkin le fue ofrecido un papel en la película de ciencia ficción Blade Runner como Mary, una replicante Nexus-6 que llega a la Tierra, pero recortes presupuestarios dieron lugar a que su parte fuera cortada de la película en el momento del rodaje principal. Había realizado una prueba para interpretar el papel de Pris en la misma película, pero finalmente fue Daryl Hannah la que obtuvo el puesto. Nelkin ha realizado apariciones en series de televisión como CHiPs, The A-Team, Eight Is Enough, 1st & Ten y Hunter.
Su papel más reconocido en televisión fue el de Christy Russell en la telenovela Generations (1990).

## Filmografía
- CHiPs (1978) (TV) - Marge
- The Waltons (1978) (TV) - Mary Frances Conover
- Like Mom, Like Me (1978) (TV) - Tao Wolf
- The Triangle Factory Fire Scandal (1979) (TV) - Gina
- California Dreaming (1979) - Marsha
- Serial (1980) - Marlene
- Up the Academy (1980) - Candy
- Going Ape! (1981) - Cynthia
- Halloween III: Season of the Witch (1982) - Ellie Grimbridge
- Yellowbeard (1983) - Triola
- Get Crazy (1983) - Susie Allen
- The Jerk, Too (1984) (TV) - Marie Van Buren
- Distant Cousins (1993) - Cajero del banco
- Bullets over Broadway (1994) - Rita
- Everything Relative (1996) - Katie Kessler
- Breaking Pattern (2008) - Joanie